# Erioptera fervida
Erioptera fervida är en tvåvingeart som beskrevs av Alexander 1934. Erioptera fervida ingår i släktet Erioptera och familjen småharkrankar. Inga underarter finns listade i Catalogue of Life.